# Deutscher Verband der Spielwarenindustrie
Der Deutsche Verband der Spielwarenindustrie (DVSI) ist der Interessenverband der deutschen Spielwarenbranche in der Rechtsform eines eingetragenen Vereins mit Sitz in Nürnberg.
Der Verband wurde im April 1991 gegründet. Der Sitz der Geschäftsstelle war ursprünglich Stuttgart und ist seit Januar 2015 Nürnberg.

## Geschichte
1919 entstand der Württemberg-Badische Spielwarenindustrie Verband mit den Gründungsmitgliedern Margarete Steiff, Märklin & Cie. sowie Kindler und Briel (Kibri).
Anfang des 20. Jahrhunderts gab es in Nürnberg eine Fachgruppe unter der Geschäftsführung von Kommerzienrat Justin Schwarz von der Firma Bing, damals die größte Spielzeugfabrik der Welt, die ihr Geschäft 1932 jedoch einstellte.
In der Zeit des Nationalsozialismus wurde der Industriezweig durch die Fachgruppe Spielwaren und Christbaumschmuckindustrie der Wirtschaftsgruppe Metallwaren und verwandte Industriezweige in der Reichsgruppe Industrie vertreten. Leiter war Ernst Voelk von der Firma Johann Distler KG (Nürnberg), Geschäftsführer Alfred Köberlein.
Nach Kriegsende erfolgte 1950 die Neugründung als Industrieverband Spiel und Hobby Baden-Württemberg. 1970 gab es erste Bestrebungen, eine bundesweite Organisation unter dem Namen Verband der deutschen Spielwarenindustrie zu gründen; dieser sollte für alle Landesverbände der deutschen Spielwaren-, Hobby-, Christbaumschmuck- und Karnevals- sowie Festartikel-Industrie offen sein. 1974 erfolgte die Eintragung im Vereinsregister mit den Gründungsmitgliedern Interessengemeinschaft nordwestdeutscher Spielwarenhersteller I. G., Vereinigung der Bayerischen Spielwaren- und Christbaumschmuck-Hersteller e. V. in Nürnberg und Industrieverband Hobby und Spiel Stuttgart.
Die Entwicklung der wirtschaftlichen Verhältnisse in der Welt in den Folgejahren erforderten die Interessenvertretung der Spielwarenindustrie durch einen einzigen Verband und so wurde 1991 der Deutsche Verband der Spielwarenindustrie e. V. (DVSI) unter der Regie des Geschäftsführers der Einzelverbände, Volker Schmid, mit Sitz in Nürnberg als Nachfolger des Verbandes der Deutschen Spielwaren-Industrie, des Verbandes der Nord- und Westdeutschen Spielwarenindustrie und des Industrieverbandes Spiel und Hobby Baden-Württemberg gegründet. Die Namenswahl macht deutlich, dass es auch möglich ist, Firmen aufzunehmen, die ihren Sitz in Deutschland haben, aber ihre Waren aus anderen Ländern importieren. Auch ausländische Hersteller sind mittlerweile Mitglieder im DVSI.

## Aufgaben und Ziele
Der DVSI vertritt derzeit effektiv die Interessen von rund 210 Unternehmen der deutschen Spielwarenbranche gegenüber Politik, Behörden, anderen Bereichen der Wirtschaft, der Wissenschaft, Gesellschaft und den Medien. Die Mitgliedsfirmen des DVSI repräsentieren mit ihren Unternehmen und Marken mehr als 80 Prozent der Spielwaren in Deutschland.

## Mitglieder und Mitgliedschaft
Der DVSI vertritt die Interessen von rund 230 Unternehmen der deutschen Spielwarenbranche.
Die europäische Integration der Branche wird durch den europäischen Verband Toy Industries of Europe TIE gefördert. Der DVSI selbst ist sowohl Mitglied bei TIE als auch im internationalen Verband International Council of Toy Industries (ICTI).